# Mary Ann Prout
Mary Ann Prout (14 de febrer de 1800 o 1801 - 1884) va ser una educadora afroamericana. Nascuda probablement a South River o a Baltimore, Maryland, Prout va fundar una escola a Baltimore el 1830, i hi va ensenyar fins al seu tancament el 1867. Va estar involucrada en altres projectes humanitaris, tutora del Gregory Aged Women's Home, presidenta del capítol local de la National Reform Educational Association, i fundadora d'una ordre secreta el 1867 que es va convertir en l'Ordre Independent de Sant Lluc, una organització d'ajuda negra. Prout va morir a Baltimore al voltant de 1884.